# Mareugheol
Mareugheol é uma comuna francesa na região administrativa de Auvérnia-Ródano-Alpes, no departamento Puy-de-Dôme. Estende-se por uma área de 7,39 km². Em 2010 a comuna tinha 208 habitantes (densidade: 28,1 hab./km²).